# Corey Taylor
Corey Todd Taylor, född 8 december 1973 i Des Moines, Iowa, är sångare i Stone Sour och Slipknot, där han efterträdde Anders Colsefni. Han har nummer åtta i bandet.
Utöver engagemangen i Stone Sour och Slipknot har Taylor även deltagit i andra musikaliska projekt bland annat med Soulfly, Damageplan och Roadrunner Records The All-Star Sessions 2005. På Apocalypticas album Worlds Collide 2007 sjöng Taylor låten "I'm Not Jesus".

## Diskografi

### Med Slipknot
- Slipknot (1999)
- Iowa (2001)
- Vol. 3 (The Subliminal Verses) (2004)
- 9.0: Live (2005)
- All Hope Is Gone (2008)
- .5: The Gray Chapter (2014)
- We Are Not Your Kind (2019)
- The End, So Far (2022)

### Med Stone Sour
- Stone Sour (2002)
- Come What(ever) May (2006)
- Audio Secrecy (2010)
- House of Gold and Bones Part 1  (2012)
- House of Gold and Bones Part 2 (2013)
- Hydrograd (2017)

### Har även medverkat på
- Strait Up  "Requiem" (2000)
- Primitive  "Jumpdafuckup" (2000)
- Rise Above: 24 Black Flag Songs to Benefit the West Memphis Three "Room 13" (2002)
- New Found Power  "Fuck You" (2004)
- The All-Star Sessions  "The Rich Man" (2005)
- Systematic Chaos  "Repentance" (2007)
- I'm Not Jesus med Apocalyptica (2007)
- Death to All But Metal Steel Panther (2009)
- On My Own med Travis Barker (2011)
- Rainbow In The Dark Ronnie James Dio – This Is Your Life (2014)
- The Hurt Will Go On Code Orange (2018)
- Stuck in My Way Kid Bookie (2019)